# 佐竹哲雄
佐竹 哲雄（さたけ てつお、1890年5月16日 - 1981年3月26日）は、広島県出身の哲学者。主な専門は現象学。勲四等瑞宝章受賞。

## 経歴
広島県出身。第四仏教中学卒業後。1916年、東京帝国大学文学部哲学学科卒業。1919年、第八高等学校教授に就任。1945年、同職を退職。1949年、熊本大学教授に就任。1951年、東京都立大学教授に就任。1957年、東洋大学教授に就任。
1981年3月26日、逝去。享年90歳。墓所は青山霊園。

## 著書
- 『現象学 上』朝倉書店,現代哲学叢書,1943
- 『現象学入門』東海書房,東海叢書,1947
- 『カント「純粋理性批判」解説』晃文社,1948
- 『フッセルの現象学 イデア的現象学への展開』春秋社,春秋選書,1949
- 『現象学概論』石崎書店,1954
- 『フッサール現象学』公論社,1980.4

## 翻訳
- 『論理学の原理』 ウヰンデルバント 大村書店,1921
- 『文化科学と自然科学』 リツカート 大村書店,1922
- 『文化科学と自然科学』 リツケルト 豊川昇共訳,岩波文庫,1950
- 『厳密な学としての哲学』 E.フッサール 岩波書店,1969